# Michael Fürst (Politiker)
Michael Fürst war ein deutscher Politiker.
Fürst war Posthalter und Landwirt in Alteglofsheim. In der 1. Wahlperiode der Kammer der Abgeordneten zwischen 1819 und 1822 vertrat er den Regenkreis/Klasse V.